# 151 (číslo)
Sto padesát jedna je přirozené číslo. Následuje po číslu sto padesát a předchází číslu sto padesát dva. Řadová číslovka je stopadesátý první nebo stojedna padesátý. Římskými číslicemi se zapisuje CLI.

## Matematika
Sto padesát jedna je
- nešťastné číslo.
- jedenácté příznivé prvočíslo.
- tvoří prvočíselnou dvojici s číslem 149

## Chemie
- 151 je neutronové číslo třetího nejstabilnějšího izotopu curia a nukleonové číslo méně běžného  ze dvou přírodních izotopů europia (tím běžnějším je 153Eu).[1]

## Doprava
- Silnice II/151 je česká silnice II. třídy na trase Nová Bystřice – Kunžak – Dačice – Budeč – Litohoř[2]

## Roky
- 151
- 151 př. n. l.